# Magensaft

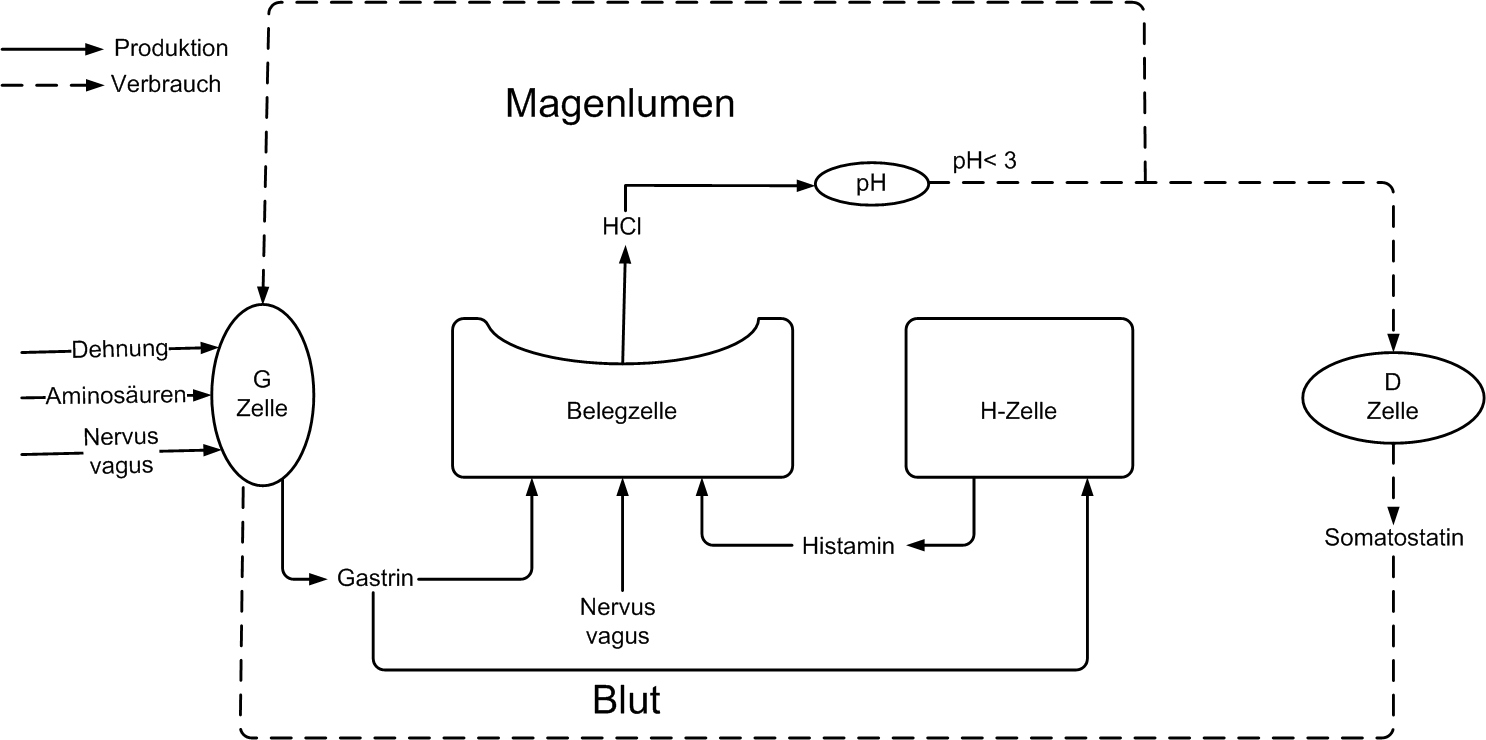
Schematische Darstellung der Regulation der Magensäure.

Magensaft (auch lateinisch Succus gastricus) ist ein saures Gemisch aus Salzsäure, Pepsinogen und einigen anderen Sekreten. Er dient der Zersetzung von Extrazellulärer Matrix in aufgenommenem Gewebe, der Denaturierung von Proteinen und Desinfektion der Nahrung.
Fließt Mageninhalt in die Speiseröhre (Ösophagus) zurück (gastroösophagealer Reflux), macht sich dies durch Sodbrennen bemerkbar. Ein häufiger Reflux führt zu einer Metaplasie des Epithels der Speiseröhre, was die Entstehung von Speiseröhrenkrebs fördern kann.

## Geschichte
Der Amerikaner William Beaumont führte ab 1825 Experimente zur Magensekretion durch, nachdem er den Frankokanadier Alexis St. Martin, der 1822 eine Magenfistel nach einer Schrotschussverletzung erhalten hatte, behandelt hatte. Im Jahr 1833 veröffentlichte Beaumont die Ergebnisse seiner Forschung und ließ diese auf eigene Kosten drucken. Beaumont hatte festgestellt, dass Magensaft die Fähigkeit hat, Proteine gerinnen zu lassen und antiseptisch zu wirken. Zudem erkannte er, dass der Saft freie Salzsäure enthält und dass die Sekretion psychischen Einflüssen unterliegt.

## Zusammensetzung
Magensaft enthält neben Salzsäure vor allem Schleim, das Eiweiß spaltende Enzym Pepsin und den intrinsischen Faktor (Mucoprotein, das für die Resorption von Vitamin B12 im Krummdarm nötig ist). Daneben ist insbesondere bei Lamm und Kalb auch noch das Enzym Chymosin enthalten, das die Eiweißspaltung und Verdauung unterstützt (Milcheiweißgerinnung). Das produzierte Sekret besitzt einen pH-Wert von 0,8 bis 1,5  und ist damit stark sauer, wobei der tatsächliche pH-Wert des Mageninhalts vor allem durch die aufgenommene Nahrung stark variieren kann. Sie dient dem Aufschluss der Nahrung (hydrolytische Spaltung von Proteinen in Oligopeptide oder einzelne Aminosäuren) und hat eine bakterizide Wirkung.

## Sekretion

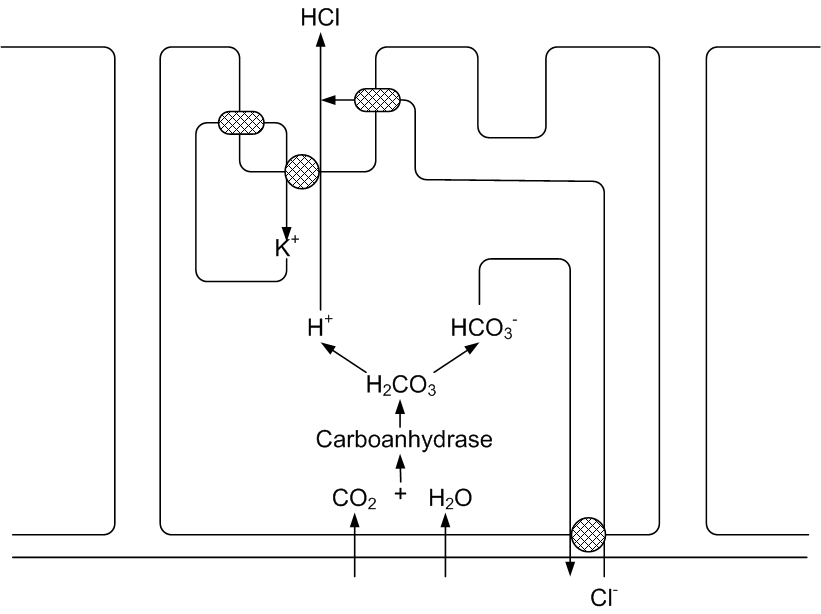
Schematische Darstellung der Produktion der Magensäure in den Belegzellen.

Die Salzsäure als Magensäure setzt sich zum Schutz der Magenschleimhaut erst im Mageninneren zusammen. Im Magenepithel liegende Belegzellen sezernieren Chloridionen und Protonen. Dabei werden Chloridionen aus dem Blut gefördert und Hydrogencarbonat in den Blutkreislauf abgegeben:
- In den Belegzellen katalysiert das Enzym Carboanhydrase die Bildung von Protonen (H+) und Hydrogencarbonat (HCO3−) aus Wasser (H2O) und Kohlendioxid (CO2).[2]

CO2 + H2O → HCO3− + H+
- Die freigesetzten Protonen werden durch die Protonen-Kalium-Pumpe ins Mageninnere transportiert. Im Gegenzug werden Kaliumkationen in die Belegzelle befördert.[2]
- Durch vorherigen Schritt in die Belegzelle transportierte Kaliumkationen gelangen über offene Kaliumkanäle gemäß ihres Konzentrationsgradienten wieder ins Mageninnere.[2]
- Austausch des gebildeten HCO3− durch Cl− aus dem Blutplasma.[2]
- In die Belegzellen geförderte Chloridionen verlassen diese durch offene Kanäle und gelangen so entlang ihres Konzentrationsgradienten ins Mageninnere.[2]

Man unterscheidet bei der Magensekretion generell zwischen drei verschiedenen Phasen:
- Cephale Phase („Kopfphase“): Durch Stimulierung des Nervus vagus (Denken, Sehen und Riechen von Nahrung)[7]
- Gastrische Phase („Magenphase“): Durch Dehnung des Magens und chemische Reizung durch Proteine, Gewürze etc.[7]
- Intestinale Phase („Darmphase“): Durch hormonelle Blockierung der Bildung von Magensäure (wenn der Speisebrei das Duodenum erreicht hat)[7]

Reize zur vermehrten Sekretion von Chloridionen sind unter anderem die Stimulation des Parasympathikus (kann auch optisch durch den sogenannten Pawlowschen Reflex ausgelöst werden), Histamin- und Gastrinfreisetzung.